# Anomalohalacarus minutus
Anomalohalacarus minutus är en kvalsterart som beskrevs av Bartsch 1976. Anomalohalacarus minutus ingår i släktet Anomalohalacarus och familjen Halacaridae. Arten är reproducerande i Sverige. Inga underarter finns listade i Catalogue of Life.